# Anthelura elongata
Anthelura elongata là một loài chân đều trong họ Antheluridae. Loài này được miêu tả khoa học năm 1886 bởi Norman & Stebbing.